# Армия «Лапландия»
Армия «Лапландия» (нем. Armee Lappland) — создана 14 января 1942 года.

## История армии
Сформирована в январе 1942 года из трёх корпусов, ранее входивших в состав армии «Норвегия».
Воевала в Советском Заполярье и в Карелии.
22 июня 1942 года переформирована в 20-ю горную армию.

## Состав армии
- Горный армейский корпус «Норвегия»
  - 2-я горнопехотная дивизия
  - 6-я горнопехотная дивизия
- 36-й горный армейский корпус
  - 163-я пехотная дивизия
  - 169-я пехотная дивизия
- 3-й финский корпус

## Командующий армией
Генерал горных войск (с июня 1942 года генерал-полковник) Эдуард Дитль.